# Olperer
Olperer är ett berg i Österrike. Det ligger i distriktet Schwaz och förbundslandet Tyrolen, i den västra delen av landet. Toppen på Olperer är 3 476 meter över havet.
Olperer är den högsta punkten i närområdet (bergmassivet Tuxer Kamm).
Trakten runt Olperer består i huvudsak av kala bergstoppar och isformationer.